# Christopher Masterson
Christopher Kennedy Masterson (ur. 22 stycznia 1980 w Long Island w Nowym Jorku) – amerykański aktor filmowy i telewizyjny. Młodszy brat aktora Danny’ego Mastersona.

## Życiorys
Urodził się na wyspie Long Island w Nowym Jorku jako syn Carol, menedżerki, i Petera Mastersona, agenta ubezpieczeniowego. Wychowywał się ze starszym bratem Dannym Peterem (ur. 13 marca 1976).
Stał się znany głównie z roli Francisa, najstarszego z czwórki braci, bohaterów sitcomu Zwariowany świat Malcolma (Malcolm in the Middle, 2000-2006). Za występ w tym serialu Christopher zdobył nagrodę YoungStar Award oraz był nominowany do Nagrody Młodych Artystów. Pojawił się również w roli studenta Buddy'ego, filmowego chłopaka Anny Faris, w parodii Straszny film 2 (2001), a także w filmie Wyspa piratów (1994).

## Życie prywatne
Spotykał się z Dominique Swain. Od maja 1999 do maja 2007 był związany z Laurą Prepon.
Jest scjentologiem.

## Filmografia

### Filmy
- 1992: Samotnicy jako 10-letni Steve
- 1994: Wyspa piratów jako Bowen
- 1996: Dogonić słońce jako Jimmy Reynolds
- 1997: Mój chłopak się żeni jako Scotty O'Neal
- 1998: Więzień nienawiści jako Daryl Dawson
- 2001: Straszny film 2 jako Buddy

### Seriale TV
- 1993: Murphy Brown jako 13-letni Avery
- 1994: Doktor Quinn jako Lewis Bing
- 1996: Klient jako Tommy Powers
- 1997: Dotyk anioła jako Doc
- 1998: Millennium jako Landon Bryce
- 1998: Kameleon jako Chris Conti
- 2000-2006: Zwariowany świat Malcolma jako Francis
- 2002: Różowe lata siedemdziesiąte jako Todd
- 2003-2004: Dzika rodzinka jako Shane G. (głos)
- 2004: Mad TV jako adwokat
- 2011: Białe kołnierzyki jako Josh Roland
- 2012: Męska robota jako Archie
- 2014: Przystań jako Morgan Gardener